# Jubilee Shout
Jubilee Shout è un album di Stanley Turrentine, pubblicato dalla Blue Note Records nel 1962.
Il disco fu registrato il 18 ottobre 1962 al "Rudy Van Gelder Studio" a Englewood Cliffs nel New Jersey (Stati Uniti), da ricordare che
questa fu l'ultima registrazione del pianista Sonny Clark, prima della sua prematura scomparsa avvenuta nel Gennaio del 1963.

## Tracce
Lato A
1. Jubilee Shout – 10:45 (Stanley Turrentine)
2. My Ship – 5:45 (Ira Gershwin, Kurt Weill)
3. You Said It – 5:30 (Tommy Turrentine)

Lato B
1. Brother Tom – 7:38 (Stanley Turrentine)
2. Cotton Walk – 11:00 (Stanley Turrentine)
3. Little Girl Blue – 6:25 (Bickley Reichner, Irvin Graham)

## Musicisti
- Stanley Turrentine - sassofono tenore
- Tommy Turrentine - tromba
- Kenny Burrell - chitarra
- Sonny Clark - pianoforte
- Butch Warren - contrabbasso
- Al Harewood - batteria